# Westmannaturism
Westmannaturism var en stiftelse med syfte att främja turistnäringen i Västmanlands län och marknadsföra länet.  
Stiftelsen bildades 1968 med länets kommuner och Landstinget Västmanland som huvudmän och lades ner år 2006. Redan 2003 beslutade landstinget och kommunerna i Västmanland att minska bidraget till stiftelsen och trappa ner på verksamheten.  År 2005 sålde  Westmannaturism  alla sina fastigheter och större delen av de naturskyddsområden man hittills ägt. En ny organisation med namnet Stiftelsen för naturskydd och friluftsliv i Västmanlands län skapades istället.